# Ашок Кумар Ґарґ
Ашок Кумар Ґарґ (англ. Ashok Kumar Garg; нар. 7 липня 1969) — індійський борець вільного стилю, дворазовий чемпіон та срібний призер чемпіонатів Співдружності, срібний призер Ігор Співдружності, дворазовий чемпіон Південноазійських ігор, учасник Олімпійських ігор. Також спортивний тренер та рефері.

## Життєпис
У 1993 році за спортивні досягнення був нагороджений премією «Арджуна».
По завершенні кар'єри борця Ашок Кумар працює у ВПС Індії, також він є кваліфікованим тренером з боротьби в клубі «NIS» Патіала. Серед його підопічних чемпіонка, срібна та бронзова призерка чемпіонатів Азії, бронзова призерка Азійських ігор, бронзова призерка Кубку світу, бронзова призерка Ігор Співдружності Навйот Каур.
Ашок Кумар був єдиним індійським арбітром, який обслуговував боротьбу на Олімпіаді в Токіо. При чому це була друга поспіль Олімпіада, де він брав участь як рефері. Крім того Ашок Кумар брав участь у понад 100 міжнародних змаганнях, включаючи чемпіонати світу, чемпіонати Азії та Ігри Співдружності. Він також є викладачем арбітрів Об'єднаного світу боротьби.

## Спортивні результати на міжнародних змаганнях

### Виступи на Олімпіадах
| Змагання                    | Збірна | Вагова категорія          | Місце |
| --------------------------- | ------ | ------------------------- | ----- |
| Літні Олімпійські ігри 1992 | Індія  | вільна боротьба, до 57 кг | 11    |

### Виступи на Чемпіонатах світу
| Змагання                        | Збірна | Вагова категорія          | Місце |
| ------------------------------- | ------ | ------------------------- | ----- |
| Чемпіонат світу з боротьби 1991 | Індія  | вільна боротьба, до 57 кг | 7     |

### Виступи на Чемпіонатах Азії
| Змагання                       | Збірна | Вагова категорія          | Місце |
| ------------------------------ | ------ | ------------------------- | ----- |
| Чемпіонат Азії з боротьби 1989 | Індія  | вільна боротьба, до 57 кг | 4     |
| Чемпіонат Азії з боротьби 1991 | Індія  | вільна боротьба, до 57 кг | 4     |
| Чемпіонат Азії з боротьби 1992 | Індія  | вільна боротьба, до 57 кг | 4     |

### Виступи на Південноазійських іграх
| Змагання                   | Збірна | Вагова категорія          | Місце  |
| -------------------------- | ------ | ------------------------- | ------ |
| Південноазійські ігри 1989 | Індія  | вільна боротьба, до 57 кг | Золото |
| Південноазійські ігри 1993 | Індія  | вільна боротьба, до 57 кг | Золото |

### Виступи на Іграх Співдружності
| Змагання                | Збірна | Вагова категорія          | Місце  |
| ----------------------- | ------ | ------------------------- | ------ |
| Ігри Співдружності 1994 | Індія  | вільна боротьба, до 57 кг | Срібло |

### Виступи на Чемпіонатах Співдружності
| Змагання                                | Збірна | Вагова категорія          | Місце  |
| --------------------------------------- | ------ | ------------------------- | ------ |
| Чемпіонат Співдружності з боротьби 1991 | Індія  | вільна боротьба, до 57 кг | Срібло |
| Чемпіонат Співдружності з боротьби 1993 | Індія  | вільна боротьба, до 57 кг | Золото |
| Чемпіонат Співдружності з боротьби 1995 | Індія  | вільна боротьба, до 57 кг | Золото |

### Виступи на змаганнях молодших вікових груп
| Змагання                                      | Збірна | Вагова категорія          | Місце  |
| --------------------------------------------- | ------ | ------------------------- | ------ |
| Чемпіонат світу з боротьби серед кадетів 1983 | Індія  | вільна боротьба, до 30 кг | Бронза |
| Чемпіонат світу з боротьби серед юніорів 1986 | Індія  | вільна боротьба, до 52 кг | 16     |